# Франковка (Винницкая область)
Франковка (укр. Франківка) — село на Украине, находится в Ямпольском районе Винницкой области.
Код КОАТУУ — 0525684003. Население по переписи 2001 года составляет 65 человек. Почтовый индекс — 24500. Телефонный код — 4336.
Занимает площадь 0,3 км².

## Адрес местного совета
24512, Винницкая область, Ямпольский район, с. Пороги, ул. Ленина, 29